# Seznam delcev
Seznam delcev vsebuje znane odkrite in domnevne (hipotetične) delce za katere se verjame, da se nahajajo po celotnem vesolju. V prvem delu so navedeni nesestavljeni delci (osnovni delci), v drugem pa delci, ki jih sestavljajo delci iz prvega dela pregleda. Delce, ki sestavljajo jedro in atome, imenujemo podatomski delci, ki pa jih delimo na dva tipa: osnovne in sestavljene delce. Za osnovne delce doslej še ni znana struktura, čeprav obstajajo obsežne teorije o njihovi zgradbi. 

## Osnovni delci
Osnovni delci nimajo notranje strukture. So osnovna telesa kvantne teorije polja. Delimo jih na fermione in bozone. 

## Fermioni
Vsi fermioni imajo polovični spin. Podrejajo se Fermi-Diracovi statistiki. So osnovni gradniki snovi. V Standardnem modelu je 12 fermionov, od tega je šest kvarkov in šest leptonov. 

### Kvarki
Kvarki sestavljajo hadrone. Delujejo z močno interakcijo. Zanje je značilno da nosijo neceli naboj. Združujejo se v skupine po tri (barioni)   ali pa skupaj z antikvarkom tvorijo (mezone). V naravi zaradi tega opažamo samo celoštevilčne naboje. Znanih je šest okusov kvarkov. 
V preglednici so dane nekatere osnovne lastnosti šestih vrst kvarkov:
| ime delca | oznaka              | antidelec oznaka             | e    | masa (MeV/c2)  |
| --------- | ------------------- | ---------------------------- | ---- | -------------- |
| kvark u   | {\displaystyle u\,} | {\displaystyle {\bar {u}}\,} | +2⁄3 | 1,5–3,3        |
| kvark d   | {\displaystyle d\,} | {\displaystyle {\bar {d}}\,} | −1⁄3 | 3,5–6,0        |
| kvark c   | {\displaystyle c\,} | {\displaystyle {\bar {c}}\,} | +2⁄3 | 1160–1,340     |
| kvark s   | {\displaystyle s\,} | {\displaystyle {\bar {s}}\,} | −1⁄3 | 70–130         |
| kvark t   | {\displaystyle t\,} | {\displaystyle {\bar {t}}\,} | +2⁄3 | 169100–173,300 |
| kvark b   | {\displaystyle b\,} | {\displaystyle {\bar {b}}\,} | −1⁄3 | 4130–4,370     |

### Leptoni
Leptoni nikoli ne delujejo s pomočjo močne jedrske sile. Njihovi antidelci nosijo nasprotni električni naboj in nasprotno leptonsko število. Znanih je šest leptonov, od njih imajo trije naboj (elektron, mion in tauon), trije pa so nevtralni in se imenujejo nevtrini.
V preglednici so prikazane nekatere lastnosti leptonov:
| ime delca            | oznaka                         | antidelec oznaka                        | e  | masa (MeV/c2) |
| -------------------- | ------------------------------ | --------------------------------------- | -- | ------------- |
| elektron             | {\displaystyle e^{-}\,}        | {\displaystyle e^{+}\,}                 | −1 | 0,511         |
| elektronski nevtrino | {\displaystyle \nu _{e}\,}     | {\displaystyle {\bar {\nu }}_{e}\,}     | 0  | < 2,2 eV/c2   |
| mion                 | {\displaystyle \mu ^{-}\,}     | {\displaystyle \mu ^{+}\,}              | −1 | 105,7         |
| mionski nevtrino     | {\displaystyle \nu _{\mu }\,}  | {\displaystyle {\bar {\nu }}_{\mu }\,}  | 0  | < 0,170       |
| tau                  | {\displaystyle \tau ^{-}\,}    | {\displaystyle \tau ^{+}\,}             | −1 | 1777          |
| tauonski nevtrino    | {\displaystyle \nu _{\tau }\,} | {\displaystyle {\bar {\nu }}_{\tau }\,} | 0  | < 15,5        |

### Bozoni
Bozoni so delci, ki imajo celoštevilčni spin. V naravi so pomembni umeritveni bozoni s pomočjo katerih se posreduje osnovna sila med delci. Predvidevajo, da je masa posledica Higgsovega bozona, ki pa še ni potrjen. Prav tako še niso potrdili obstoj gravitona, ki bi naj bil nosilec gravitacije.
| ime delca     | oznaka                    | antidelec               | e  | spin | masa (GeV/c2) | interakcija       | obstoj    |
| ------------- | ------------------------- | ----------------------- | -- | ---- | ------------- | ----------------- | --------- |
| foton         | {\displaystyle \gamma \,} | sam sebi                | 0  | 1    | 0             | elektromagnetizem | potrjen   |
| W bozon       | {\displaystyle W^{-}\,}   | {\displaystyle W^{+}\,} | −1 | 1    | 80.4          | šibka             | potrjen   |
| Z bozon       | {\displaystyle Z\,}       | sam sebi                | 0  | 1    | 91.2          | šibka             | potrjen   |
| gluon         | {\displaystyle g\,}       | sam sebi                | 0  | 1    | 0             | močna             | potrjen   |
| Higgsov bozon | {\displaystyle H^{0}\,}   | sam sebi                | 0  | 0    | > 114.4       | nobena            | potrjen   |
| graviton      | G                         | sam sebi                | 0  | 2    | 0             | gravitacija       | nepotrjen |

## Domnevni delci
Teorija supersimetrije razširja Standardni model in predvideva obstoj nekaterih delcev, ki so superpartnerji delcev iz Standardnega modela. Doslej obstaja nobenega od teh delcev še niso potrdili s poskusi v laboratorijih.
| superpartner | superpartner od | spin | opombe |
| ------------ | --------------- | ---- | --- |
| nevtralino   | nevtralni bozon | 1⁄2  | Nevtralini so kvantna superpozicija superpartnerjev iz nevtralnih bozonov Standardnega modela kot so nevtralni Higgsov bozon, W bozon in foton. najlažji nevtralino je kandidat za temno snov. MSSM predvideva 4 nevtraline |
| čargino      | nabiti bozon    | 1⁄2  | Čargini so superpozicija superpartnerjev nevtralnih bozonov iz Standardnega modela: nabiti Higgsov bozon in W boson. MSSM predvideva dveh parov čarginov.                                                                   |
| fotino       | foton           | 1⁄2  | Meša se z delci zino, nevtralnimi delci vino in nevtralnimi delci higgsino za nevtraline. |
| wino, zino   | bozoni W± in Z0 | 1⁄2  | Nabita mešanica delcev wino z nabitimi delci higsino za delce čargino |
| higsino      | Higgsov bozon   | 1⁄2  | Za supersimetrijo so potrebni nekateri Higgsovi bozoni (nevtralni in nabiti) glede na njihove superpartnerja |
| gluino       | gluon           | 1⁄2  | Osem gluonov in osem gluionov |
| gravitino    | graviton        | 3⁄2  | Predvideva ga supergravitacija (SUGRA). Graviton je domnevni delec |
| slepton      | lepton          | 0    | Superpartner leptonov (elektron, mion tauon) in nevtrinoov |
| snevtrino    | nevtrino        | 0    | Vpeljan je bil pri razširitvi Standardnega modela. Posebno vlogo ima sterilni nevtrino, ki je supersimetrični partner domnevnega desnosučnega nevtrina, ki ga imenujemo sterilni nevtrino                                   |
| skvark       | kvark           | 0    | Stop kvark (superpartner kvarka t) ima majhno maso in je pogosto predmet raziskav. |

Nekatere teorije predvidevajo obstoj še drugih domnevnih bozonov:
| ime delca         | spin           | opombe |
| ----------------- | -------------- | --- |
| Higgsov bozon     | 0              | Po predvidevanjih naj bi z njim v umeritveni simetriji SU(2) x U(1) razložili izvor mase s pomočjo spontanega zloma simetrije SUSY predvideva več kot samo en Higgsov bozon. |
| graviton          | 2              | Po predvidevanjih naj bi bil posrednik pri gravitaciji v kvantni gravitaciji                                                                                                 |
| graviskalar       | 0              | Znan je tudi kot radion |
| gravifoton        | 1              | Znan je tudi kot gravivektor |
| aksion            | 0              | Pseudoskalarni delec, ki ga je uvedla teorija Peccei-Quin, da bi rešila problem močne kršitve CP simetrije.                                                                  |
| aksino            | 1⁄2            | Superpartner aksiona. Skupaj s saksionom in aksionom tvori supermultiplet v supersimetričnem delu teorija Peccei-Quin                                                        |
| saksion           | 0              | |
| branon            | ?              | Predviden v modelih membranske kozmologije |
| dilaton           | 0              | Predviden v nekaterih teorijah strun |
| dilatino          | 1⁄2            | Superpartner dilatona |
| bozoni X in Y     | 1              | To vrsto leptokvarkov predvideva velika teorija poenotenja (GUT), delci bi bili enaki kot bozoni W in Z                                                                      |
| bozoni W' in Z'   | 1              | |
| magnetni foton    | ?              | |
| majoron           | 0              | Predviden zaradi razumevanja mase nevtrina |
| majoranov fermion | 1⁄2 ; 3⁄2 ?... | gluini, nevtralini ali kateri drugi |

## Sestavljeni delci

### Hadroni
Hadroni delujejo z močno jedrsko silo. Sestavljeni so iz kvarkov. Deliomo jih v dve skupini
- barionI, ki so sestavljeno iz 3 kvarkov, ki skupaj dajejo brezbarvno kombinacijo barvnih nabojev

V kvarkovskem modelu so podani hadroni kot delci iz kvarkov ali antikvarkov, ki so povezani z močno silo, ki jo prenašajo gluoni. 

### Barioni
Glej tudi seznam barionov.
Barioni so fermioni, ki vsebujejo tri valenčne kvarke ali valenčne antikvarke. 
Skupino delcev delimo na
- nukleone
  - proton
  - nevtron
- hiperone (delci {\displaystyle \Lambda ,\Sigma ,\Xi ,\Omega \,})
- pentakvarke

### Mezoni
Običajne mezone sestavljata valenčni kvark in valenčni antikvark. Mezoni s spinom 3/2 tvorijo dekuplet, mezoni s spinom 1/2 pa nonet. 

## Nekateri drugi delci
V nadaljevanju so samo naštete še nekatere teoretične vrste delcev: 
- anjon (ne smemo zamenjati z anionom)
- plekton
- delec WIMP
- pomeron
- skirmion
- Goldstonov bozon
- goldstino
- instanton
- inflanton

in mnogi drugi.